# Dolichomitus romanicus
Dolichomitus romanicus là một loài tò vò trong họ Ichneumonidae.